# اورانیوم وان
اورانیوم وان (انگلیسی: Uranium One) شرکت انرژی هسته‌ای روس است، که در سال ۱۹۹۷ تأسیس شد.